# Paolo Pangrazzi
Paolo Pangrazzi (* 19. Januar 1988 in Tione di Trento) ist ein italienischer Skirennläufer. Er startet in allen Disziplinen und erreicht in der Abfahrt sowie in der Super-Kombination seine besten Resultate.

## Biografie
Pangrazzi begann im Winter 2003/04 mit Junioren- und FIS-Rennen. Nachdem er im Januar 2006 seine ersten Europacuprennen bestritten hatte und erstmals in einem FIS-Rennen auf dem Podest gestanden war, nahm er im März desselben Jahres an den Juniorenweltmeisterschaften 2006 in der kanadischen Provinz Québec teil. Dort kam er nur als 16. im Super-G ins Ziel und schied in allen anderen Wettbewerben aus. Kurz darauf wurde er Italienischer Juniorenmeister in der Abfahrt. Nachdem er bei der Junioren-WM 2007 nicht gestartet war, kam er bei den Juniorenweltmeisterschaften 2008 in Formigal in allen Wettbewerben unter die schnellsten 20, wobei sein bestes Resultat der sechste Rang im Abfahrtslauf war. Damit erzielte er Platz vier in der Kombinationswertung.
Am 25. Januar 2008 gewann Pangrazzi mit Platz 27 im Super-G von Sarntal/Reinswald seine ersten Europacuppunkte. Seither startet er regelmäßig im Europacup, fuhr aber erst ein Jahr später das nächste Mal unter die besten 30. In der Saison 2009/10 verbesserten sich seine Resultate und er stand am 14. Januar 2010 als Zweiter der Abfahrt am Patscherkofel erstmals auf dem Siegerpodest. Den ersten Sieg erzielte er am 4. März in der Super-Kombination von Sarntal/Reinswald. Nachdem er am Vortag in der ersten Super-Kombi Fünfter geworden war, gewann er mit diesem Sieg auch die Disziplinenwertung und erhielt damit in der Super-Kombination einen Fixstartplatz für die nächste Weltcup-Saison.
Sein Weltcupdebüt gab Pangrazzi am 14. Januar 2011 in der ersten Super-Kombination der Saison 2010/11 in Wengen; mit Platz 22 gewann er auf Anhieb seine ersten Weltcuppunkte. Etwas mehr als zwei Wochen später, am 30. Januar, erzielte er mit dem achten Platz in der Super-Kombination von Chamonix sein bisher bestes Weltcupergebnis. Bei den Weltmeisterschaften 2011 in Garmisch-Partenkirchen erreichte er den sechsten Platz in dieser Disziplin. In der Saison 2011/12 kam Pangrazzi lediglich zu drei Einsätzen im Weltcup, bei denen er ohne Punkte blieb.

## Erfolge

### Weltmeisterschaften
- Garmisch-Partenkirchen 2011: 6. Super-Kombination

### Weltcup
- 1 Platzierung unter den besten zehn

### Weltcupwertungen
| Saison  | Gesamt | Gesamt | Kombination | Kombination |
| Saison  | Platz  | Punkte | Platz       | Punkte      |
| ------- | ------ | ------ | ----------- | ----------- |
| 2010/11 | 105.   | 41     | 20.         | 41          |
| 2015/16 | 155.   | 3      | 46.         | 3           |
| 2016/17 | 118.   | 20     | 24.         | 20          |

### Europacup
- Saison 2009/10: 1. Kombinationswertung, 8. Abfahrtswertung
- Saison 2012/13: 8. Super-G-Wertung, 10. Abfahrtswertung
- Saison 2014/15: 6. Abfahrtswertung
- Saison 2015/16: 8. Gesamtwertung, 1. Kombinationswertung, 9. Abfahrtswertung, 10. Super-G-Wertung
- 5 Podestplätze, davon 2 Siege:

| Datum           | Ort               | Land    | Disziplin         |
| --------------- | ----------------- | ------- | ----------------- |
| 4. März 2010    | Sarntal/Reinswald | Italien | Super-Kombination |
| 4. Februar 2016 | Sarntal/Reinswald | Italien | Super-Kombination |

### Juniorenweltmeisterschaften
- Québec 2006: 16. Super-G
- Formigal 2008: 4. Kombination, 6. Abfahrt, 12. Super-G, 13. Slalom, 19. Riesenslalom

### Weitere Erfolge
- 1 italienischer Meistertitel (Abfahrt 2013)
- Italienischer Juniorenmeister in der Abfahrt 2006
- 2 Siege in FIS-Rennen